# 인절미
인절미는 찹쌀 가루를 쪄서 절구에 찧은 뒤 찐 콩과 같은 것들을 잘게 만들거나 가루로 만들어서 고물로 묻혀 만드는 대한민국의 떡 중 한 종류이다.
대표적인 찹쌀떡의 형태로써 어떤 고물이 쓰이냐에 따라 종류가 다양해지며, 콩, 팥, 깨가루, 잘게 썬 대추 등이 고물로 만들어질 수 있다. 그 예로는 팥인절미, 깨인절미, 쑥인절미, 수리취 인절미가 있다.
인절미는 좋은 먹을거리일 뿐만 아니라 잔치에서 쓰이는 고급 떡이기도 하다. 또한 소화하기 쉽고 영양분도 풍부하다. 찰떡이 무른 상태에서 냉동했다가 꺼내어 상온에 두면 원래의 말랑말랑한 질감이 살아나기 때문에 냉동고에 넣어 두고 조금씩 꺼내 먹는다. 직장인들은 입맛이 없고 시간에 쫓기는 아침에 소화가 잘되고 든든하다는 이유로 밥이나 빵 대신 떡을 먹기도 한다.

## 인절미 명칭의 유래
이괄의 난으로 공주 공산성으로 피난을 간 인조에게 어떤 농부가 떡을 해서 바쳤는데, 너무 맛있어서 인조는 신하들에게 “절미(絶味)로구나, 이 떡 이름이 무엇이냐?”라고 물었는데, 아무도 아는 사람이 없었다고 한다. 그런데 떡을 만든 이의 성이 임 씨라서 ‘임절미’라고 붙였다고 한다. 그게 훗날 ‘인절미’가 됐다는 설이 있다.

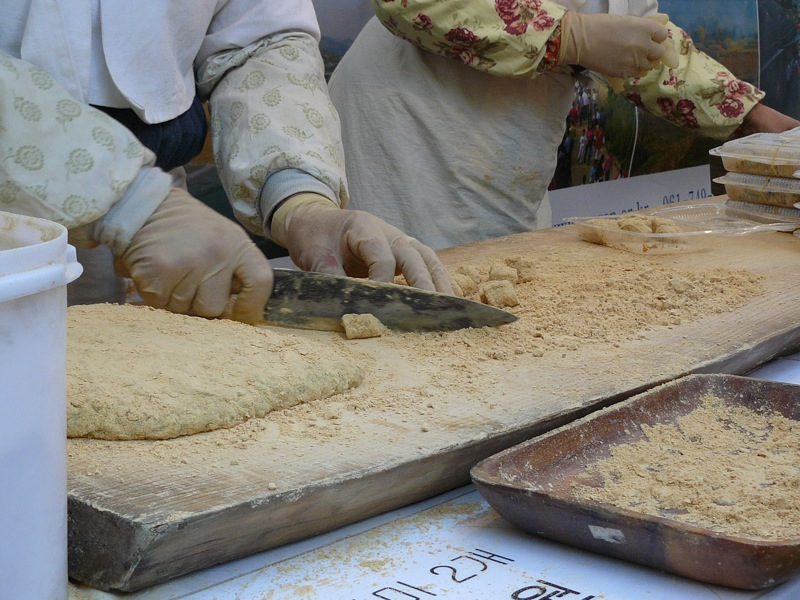
인절미를 썰고 있다.

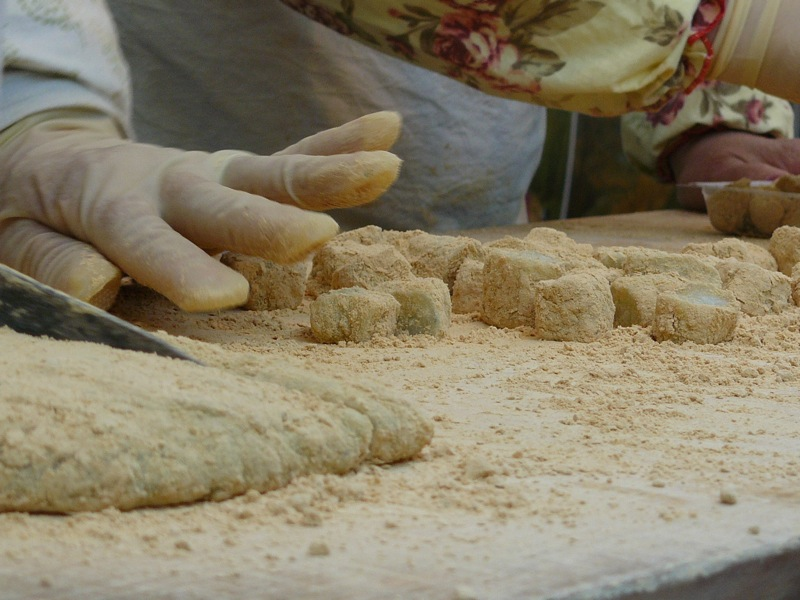
인절미를 썰고 있다.

## 같이 보기
- 떡
- 쌀
- 찹쌀떡
- 찹쌀 경단
- 송편
- 시루떡
- 가래떡
- 절편
- 쑥떡